# メイドイン俺
『メイドイン俺』（メイドインおれ、WarioWare D.I.Y.）は、 2009年4月29日に任天堂より発売のニンテンドーDS用ソフト。あわせて、連動するWiiウェア『あそぶメイドイン俺』（あそぶメイドインおれ）についても述べる。

## 概要
ゲームシリーズ『メイド イン ワリオ』シリーズの一つ。本作はシリーズ共通である5秒程度のプチゲームをはじめ音楽や4コマ漫画などが楽しめる他、これらを自分で作成・通信できるツールソフトとしての機能も持っているのが特徴。
プレイヤーは、ダイヤモンドシティでゲーム、レコード、マンガといった「商品」を扱う俺ショップの店長という設定。店に入荷される「商品」で遊ぶことができる他、ワリオカンパニーで入手したマシン「スーパーツクリエイター21」でオリジナルの「商品」（俺ゲーム、俺レコード、俺マンガ）を作成したり、通信機能で受信・送信もできる。サンプルとしてあらかじめ各90種類のゲーム、レコード、マンガも収録されている。
DS本体設定のカレンダーと連動して、一部の機能は1日ごとに自動更新されたり、「商品」の入荷・出荷日などの日付が記録される。
海外版は日本版が出て比較的すぐに2009年度E3で発表されたが、北米では日本よりほぼ1年遅れでの発売となった。なお、日本版タイトルではそれまでのシリーズから『ワリオ』の部分が除外されたが、上記のように海外版タイトルでは“WarioWare”の部分が残されている。また、北米版の本作は、北米におけるニンテンドーDSi LL（北米名はニンテンドーDSi XL）と同時発売になっている。

## 登場キャラクター
ワリオ
ワリオカンパニー社長。テレビの修理のためにDr.クライゴアの研究所に来たところ、量産中のスーパーツクリエイター21に目を留め、またしても大儲けを企む。今作では『うつすメイドインワリオ』登場時に似た派手な礼服で登場。
ペニー
Dr.クライゴアの孫娘。「作り方教室」で講師役（ワリオ曰く「助手」）をつとめる。
Dr.クライゴア
オープニングムービー画面で登場。ツクリエイターの開発・量産に着手する。
ヤング・クリケット&マスター・マンティス
「くみたて道場」の師範役をつとめる。
オンナノコ
「俺ショップ」の店員。操作説明や「商品」の売り上げ・入荷状況などを伝えてくれる。
モナ（ジャンル：ヘンナノ）
ステージは「MONA探検隊」、レコードはクラシック音楽のアレンジ。
お宝を求める探検リポーターの装いで、カメラマン役のジョーと共に遺跡の中を進んで行く。なお、モナは冒険家の卵という設定があり、今作にそれが活かされた。
ジミー・T.（ジャンル：スポーツ）
ステージは「Jimmy's Aerobics」、レコードはワールドミュージック。
エアロビのインストラクターとして登場。ステージBGMは歌詞付き（任天堂モバイルサイトで配信される着信メロディによると、曲名は「魅惑のバディライン」）。
アシュリー（ジャンル：タベモノ）
ステージは「Magical Witch Ashley」、レコードは歌もの風の曲。
ゴシックホラー映画風の場面で始まり、ゲームオーバー時にはお化けの撮影スタッフが現れる。
オービュロン（ジャンル：IQ）
ステージは「DIAMOND NEWS」、レコードは宇宙人風の曲。
飛行中の宇宙船から落下し、たまたま入り込んだロケットと一緒に打ち上げられる。
ナインボルト（ジャンル：ニンテンドー）
ステージは「SUPER NINEVOLT」、レコードは任天堂ゲーム音楽のアレンジ。
画面は『スーパーマリオブラザーズ』に似た横スクロールアクションゲーム風。

## 俺ゲーム作成の流れ
おえかき
ゲームの背景（はいけい）と登場するキャラクター（ぶったい）を描く。
ぶったいは15個まで、各ぶったいには4コマまでのアニメーションを4種類まで設定することが可能。ぶったい全体には「ぶったいポイント」という容量の限界値が決められており、大型の「ぶったい」ほどポイントを多く消耗する。
なお、プチゲームのタイトルを「マリオペイント」にしている最中は、BGMが『メイドイン俺』のベースとなった作品である『マリオペイント』での三種類のおえかきBGMに変化する。
おとづくり
ゲームのBGM（フレーズ）を作る。「おんぷだま」を並べて一から作曲できる他、DS本体マイクへの鼻歌による入力、自動作曲も可能。
作れる音楽は8拍子のもののみで、ゲーム時間を「ながい」に設定した場合は同じ音楽が2回流れる。
くみたて
ぶったいの状態や動き、効果音などの命令（AI）を組み込む。AIは基本的に「○○のとき××する」といった“キッカケ”と“アクション”を、用意された選択肢から設定していく方式で、組み合わせ次第で様々なルールのプチゲームが作成できる。一つのぶったいごとに5つのAIを設定でき、各AIごとのキッカケとアクションも同時に6つまで設定できる。
なお、一度に発動させるAIの数が多過ぎると処理落ちが発生する場合もあるが、これはゲームハード性能がDSよりも高いWiiで動作する『あそぶメイドイン俺』の場合は発生しない。後述の「コンテスト」の入選作品にはこの処理落ちを意図的に起こした作品も存在する。
開始時に表示される指示の言葉や、ゲームクリアとなる条件（せいこうじょうけん）もここで設定。
せってい
プチゲームのタイトルと「ふつう」（8拍子）「ながい」（16拍子）いずれかの制限時間を設定する。

## 施設

### 俺ショップ
サンプルの「商品」や、自分で作成・入手した「商品」を保管・プレイできる。サンプルはツクリエイターで解析もできる。
サンプルのゲーム（ダイヤモンドソフト）は1日ごとに各ステージが追加、サンプルのレコード（ダイヤモンドレコード）は後述の「俺データ」によるやり込み状況によって追加される。
プチゲームの売り上げランキングは入荷日から3ヶ月間集計される。数値はランダムだが、ゲームの制作時間や作り込んだ具合等によって上位に入る確率が高くなる。また、人から貰ったりダウンロードしたゲームも上位にランクインする確率も高い。
サンプルのマンガ（ダイヤモンドしゅっぱん）は漫画家のしりあがり寿、中川いさみ、朝倉世界一、天久聖一、べつやくれいによる作品。1日ごとに各1話ずつ（全18話）追加される。

### ワリオカンパニー
バイトべや
指示に従ってキャラクターの絵を描き、俺ゲームとして完成させる事ができる。
作り方教室
俺ゲーム、俺レコード、俺マンガ作成のレッスンが受けられる。
くみたて道場
俺ゲーム作成における「くみたて」のテクニックを学べる。「作り方教室」を卒業すると入れるようになる。

### 俺の家
スーパーツクリエイター21
「ワリオカンパニー」の「作り方教室」でレッスンを受けることで利用可能になる。俺ゲーム、俺レコード、俺マンガを作成できる。サンプルの「商品」もコピーして作り替えられる。
俺たちの声
ソフト内容に関する情報・雑談などが見られる。
俺データ
やり込み状況が確認でき、それに応じてメダルが追加される。なお、後述のコンテストへの参加や「ゲームショップにんてん」「あずかりやさん」の利用がメダル入手条件となっているものもあるため、コンテスト及びニンテンドーWi-Fiコネクションの終了後は、新規のソフトデータで全てのメダルをそろえることはできない。

### せっていガレージ
設定変更、ソフト初期化、スタッフロール閲覧などができる。

### たくはいセンター
通信機能により「商品」をやり取りできる、DS版・Wiiウェア版共通の施設。
- DSワイヤレス通信により、DS本体同士またはDS本体とWii本体で「商品」をやり取りできる。
- WiiConnect24により、『あそぶメイドイン俺』を持っているWiiフレンドに「商品」を送ることができる（Wiiウェア版のみ）。
- ニンテンドーWi-Fiコネクションを用いた「あずかりやさん」に「商品」を出荷することでフレンド登録済みのユーザーに「商品」を渡すことができる。
- ニンテンドーWi-Fiコネクションを用いた「ゲームショップにんてん」で任天堂より配信された新規プチゲーム（コンテスト優秀作品を含む）を入荷できる。 入荷の際に、プチゲームをお試しプレイできる[1]。
- 「ゲームショップにんてん」が提示したテーマに沿った自作ゲームのコンテストに応募できる（DS版のみ）。

コンテスト
Wi-Fiコネクションを用いて、提示されたテーマに沿った自作ゲームのコンテストに応募できる。優秀作品は「テーマソフト」として配信された。
採用はコンテスト1回につき48作品。プチゲームは「おえかき」や「AI」などツクリエイターのデータ全てはもとより、俺ショップに陳列した際のカセットのデザイン、他のプレイヤーがプチゲームのデータを読み出せるか否か（ツクリエイターで解析したり「よびだし」で流用が出来るか）、制作者名、説明文に至るまで、応募時のデータがそのままの形となる（ブランド名のみ「テーマソフト」となる）。
日本版におけるコンテストは、第32回まで（発売から約2年間）開催された。応募期間の間隔は、第1回〜第4回は2週間、第5回〜第18回（発売から約1年後）は3週間、第19回〜第32回は4週間で、応募締切は月曜日で結果発表は水曜日という流れとなっていた。
コンテスト終了後の2011年9月からは、過去の優秀作品の一部（審査スタッフが厳選したものをコンテスト各回につき3作品で、計96作品分）が「よりぬき」として再配信された。
| 回 | テーマ                                   | 応募期間                       | 結果発表・配信期間              |
| -- | ---------------------------------------- | ------------------------------ | ------------------------------- |
| 1  | 学校                                     | 2009年4月29日 - 5月11日        | 2009年5月27日 - 6月23日         |
| 2  | ゲームタイトルが「おまかせ」（自動決定） | 2009年5月13日 - 5月25日        | 2009年6月10日 - 7月14日         |
| 3  | 生活の中の「あるあるネタ」               | 2009年5月27日 - 6月8日         | 2009年6月24日 - 8月4日          |
| 4  | ドキドキ                                 | 2009年6月10日 - 6月22日        | 2009年7月15日 - 8月25日         |
| 5  | 夏                                       | 2009年6月24日 - 7月13日        | 2009年8月5日 - 9月15日          |
| 6  | 日本                                     | 2009年7月15日 - 8月3日         | 2009年8月26日 - 10月6日         |
| 7  | ゲームの長さが「ふつう」                 | 2009年8月5日 - 8月24日         | 2009年9月16日 - 10月27日        |
| 8  | からだ                                   | 2009年8月26日 - 9月14日        | 2009年10月7日 - 11月17日        |
| 9  | 秋                                       | 2009年9月16日 - 10月5日        | 2009年10月28日 - 12月8日        |
| 10 | イキモノ                                 | 2009年10月7日 - 10月26日       | 2009年11月18日 - 12月29日       |
| 11 | カワイイ                                 | 2009年10月28日 - 11月16日      | 2009年12月9日 - 2010年1月19日   |
| 12 | 冬                                       | 2009年11月18日 - 12月7日       | 2009年12月30日 - 2010年2月9日   |
| 13 | じしん作                                 | 2009年12月9日 - 12月28日       | 2010年1月20日 - 3月2日          |
| 14 | 白いもの                                 | 2009年12月30日 - 2010年1月18日 | 2010年2月10日 - 3月23日         |
| 15 | イラストスタンプ にんげん                | 2010年1月20日 - 2月8日         | 2010年3月3日 - 4月13日          |
| 16 | モノクロ                                 | 2010年2月10日 - 3月1日         | 2010年3月24日 - 5月11日         |
| 17 | 春                                       | 2010年3月3日 - 3月22日         | 2010年4月14日 - 6月8日          |
| 18 | はたらく人びと                           | 2010年3月24日 - 4月12日        | 2010年5月12日 - 7月6日          |
| 19 | あそび                                   | 2010年4月14日 - 5月10日        | 2010年6月9日 - 8月3日           |
| 20 | 大むかし                                 | 2010年5月12日 - 6月7日         | 2010年7月7日 - 8月31日          |
| 21 | タベモノ                                 | 2010年6月9日 - 7月5日          | 2010年8月4日 - 9月28日          |
| 22 | スピード                                 | 2010年7月7日 - 8月2日          | 2010年9月1日 - 10月26日         |
| 23 | スッキリ                                 | 2010年8月4日 - 8月30日         | 2010年9月29日 - 11月23日        |
| 24 | とぶ                                     | 2010年9月1日 - 9月27日         | 2010年10月27日 - 12月21日       |
| 25 | スポーツ                                 | 2010年9月29日 - 10月25日       | 2010年11月24日 - 2011年1月18日  |
| 26 | みらい                                   | 2010年10月27日 - 11月22日      | 2010年12月22日 - 2011年2月15日  |
| 27 | しょうぶ！！                             | 2010年11月24日 - 12月20日      | 2011年1月19日 - 3月15日         |
| 28 | ○（マル）                                | 2010年12月22日 - 2011年1月17日 | 2011年2月16日 - 4月12日         |
| 29 | ゲームの長さが「ながい」                 | 2011年1月19日 - 2月14日        | 2011年3月16日 - 5月10日         |
| 30 | わらい                                   | 2011年2月16日 - 3月14日        | 2011年4月13日 - 6月7日          |
| 31 | みどり                                   | 2011年3月16日 - 4月11日        | 2011年5月11日 - 7月5日          |
| 32 | ナンデモアリ                             | 2011年4月13日 - 5月9日         | 2011年6月8日 - 8月2日           |
| 33 | よりぬき 1〜16回                         | -                              | 2011年9月1日 - 2014年5月20日[2] |
| 34 | よりぬき 17〜32回                        | -                              | 2011年9月1日 - 2014年5月20日[2] |
- 応募は1つのテーマにつき1人1回のみ。
- 内容はオリジナル作品に限り、著作権侵害や公序良俗に反するものなどは不可。

なんとアノ人がソフト
著名人やゲーム関連誌・業界関係者などが作成した俺ゲームが随時配信された。配信期間は各人異なる。
配信ゲーム制作者
- 坂本賀勇 （任天堂ゲームクリエイター、メイド イン ワリオシリーズのディレクター）
- 世界のナベアツ（お笑い芸人・構成作家）
- バカタール加藤 （『週刊ファミ通』元編集長）
- 曽山一寿 （漫画家、『月刊コロコロコミック』連載）
- 高橋名人 （ハドソン社員）
- ますこまさとし（漫画家、『ファミ通DS+Wii』連載）
- 水ピン（『ファミ通DS+Wii』編集長）
- 梅坪記者（『デンゲキニンテンドーDS』編集者）
- 佐々木記者（『デンゲキニンテンドーDS』編集者）
- 喜多村英梨（声優、『電撃DS&Wii』コラム連載）
- りふぁ（『ニンテンドードリーム』編集者）
- はやのん（漫画家、『ニンテンドードリーム』連載）
- 大石浩二（漫画家、『週刊少年ジャンプ』連載）
- ファミ通女子部（『週刊ファミ通』編集者）
- 桜井政博（ソラ/プロジェクトソラ代表ゲームクリエイター）
- ゲーマガ♪ウメ（『ゲーマガ』編集長）
- 横井三歩（漫画家、『ファミ通DS+Wii』連載）
- デビル藤原（『ファミ通DS+Wii』副編集長）
- ゲヱセン上野（ゲームライター・プログラマ、公式ガイドブック編集）
- みずしな孝之（漫画家、『週刊ファミ通』連載）
- 中川いさみ（漫画家、『週刊ファミ通』連載・本作のサンプルマンガに参加）
- すぎやまかずみ（漫画家、『ファミ通DS+Wii』連載）
- プロアクション藤谷（『ファミ通DS+Wii』編集者）
- おーちゃん（『ファミ通DS+Wii』おたよりくらぶキャラクター）

なお、世界のナベアツ・高橋名人・桜井政博の3名はプチゲーム製作の様子を記録した動画がWii『みんなのニンテンドーチャンネル』やウェブサイト『Touch!-DS.jp』で公開された（『Touch-DS.jp』では高橋と桜井の2名のみ）。桜井の動画は、北米版公式サイトにおいても字幕付きで公開された。
日本国外版では、日本のものとは異なる「なんとアノ人がソフト」（BIG NAME GAMES）が配信されている。

## あそぶメイドイン俺
サンプルや通信機能で入手したゲーム、レコード、マンガをテレビ画面で遊ぶことに特化したWiiウェア。WiiリモコンのポインティングとAボタンがDS版のタッチペン操作に相当する。

### 概要
舞台はダイヤモンドアイランド。ワリオマンデパートで「商品」を楽しむことができる。あらかじめ72種類のプチゲーム、各18種類のレコードとマンガが収録され単体でも遊べる他、DS版『俺』に転送することができる（逆は不可）。またDS版『俺』で作成・入荷した「商品」も各72種類まで転送し、倉庫としての利用もできる。

### 登場キャラクター
ワリオマン（ジャンル：ナンデモアリ）
ステージは「快傑ワリオマン」。
従来のシリーズでは最終ステージ扱いであったのに対し、今作では最初からプレイ可能。ステージでは「自称」正義の味方であったワリオマンが初めて人助けを実際に行っている。
ワリオマンデパートでは、オーナーとして説明役をつとめる。
ドリブル&スピッツ（ジャンル：SF）
ステージは「DRIBBLE & SPITZ RALLY!!」。
専用タクシーでラリーレイドに出場。ジャンルは「SF」だが、初代『メイド イン ワリオ』同様に特撮ヒーローや時代劇なども含まれている。
カット&アナ（ジャンル：イキモノ）
ステージは「カット&アナ おそらのパトロール」。
姉妹そろってムササビの術で飛行。ステージのボスゲームに登場する奇妙なツチノコは、ワリオマンデパートのマンガにも登場している。
エイティーンボルト（ジャンル：ニンテンドー）
ステージは「JET 18VOLT」。
今作はナインボルトとのコンビでは無く、シリーズ中初めてメインで登場。ステージ画面は『ゼビウス』（ナムコ/後のバンダイナムコエンターテインメント）に似た縦スクロールシューティングゲーム風（ステージ内にナインボルトも登場）。

## その他
- 本作では、プチゲームの途中で成功・失敗が確定した場合でも、時間内に中断されず最後までカウントダウンされる。
- ニンテンドーDS用ソフトとしては初の試みとして、メディア媒体にNAND型フラッシュメモリを用いており、ツールソフトに付き物のデータ保存をかなりの高速で行なうことが可能となっていて、快適なプレイを実現している。
- 開発開始は『おどる メイド イン ワリオ』開発終了後であるが、創案とタイトルの決定は『あつまれ!!メイド イン ワリオ』開発終了後で本作発売よりも約5年半前であり、ゲームボーイアドバンスの次世代機（後のニンテンドーDS）用ソフトの一つとして企画されていた[7]。
- 作成ツール（ツクリエイター）の内容とシステムはかつて任天堂が発売したスーパーファミコンソフト『マリオペイント』と共通、もしくは原型としている部分が多い。ちなみに『メイド イン ワリオ』シリーズ自体も『マリオペイント』の続編である64DDソフト『マリオアーティスト』シリーズの一つ『ポリゴンスタジオ』のゲームモード『サウンドボンバー』が原型である。
- 日本版公式サイト公開時より「質問コーナー」が設けられ、ゲーム発売後に質問の募集が行われた。募集開始より1年以上経った2010年6月25日に回答が掲載された[8]。